# Guerman Roubtsov
Guerman Aleksandrovitch Roubtsov - en russe : Герман Александрович Рубцов et en anglais : German Rubtsov - (né le 27 juin 1998 à Tchekhov en Russie) est un joueur professionnel russe de hockey sur glace. Il évolue à la position de centre.

## Biographie

### En club
En 2014-2015, Roubstov dispute 11 matchs avec l'équipe junior du HK Vitiaz, le Rousskie Vitiazi, dans la MHL. La saison suivante, il s'aligne avec Équipe Russie U18 et obtient 26 points en 28 parties. 
Il est choisi au premier tour, en vingt-septième position de la sélection européenne 2016 de la Ligue canadienne de hockey par les Saguenéens de Chicoutimi. Éligible au repêchage d'entrée dans la LNH 2016, il est sélectionné au premier tour, en 22e position par les Flyers de Philadelphie. En janvier 2017, il part en Amérique du Nord pour rejoindre les Saguenéens de Chicoutimi dans la Ligue de hockey junior majeur du Québec. Le 2 mars 2017, il signe son premier contrat professionnel de 3 ans avec les Flyers. Les Saguenéens échangent Roubstov au Titan d'Acadie-Bathurst le 2 novembre 2017. L'attaquant russe remporte la Coupe du président 2018 puis la Coupe Memorial 2018 avec le Titan. En 2018, il passe professionnel avec Phantoms de Lehigh Valley, club ferme des Flyers dans la Ligue américaine de hockey. Le 1er novembre 2019, il joue son premier match dans la Ligue nationale de hockey avec les Flyers face aux Devils du New Jersey.
Il remporte la Coupe Petrov 2023 avec le Khimik Voskressensk.

### Carrière internationale
Il représente la Russie en sélection jeune.

## Statistiques

### En club
| Saison    | Équipe                    | Ligue          |                   | Saison régulière  | Saison régulière  | Saison régulière  | Saison régulière  | Saison régulière |   | Séries éliminatoires | Séries éliminatoires | Séries éliminatoires | Séries éliminatoires | Séries éliminatoires |
| Saison    | Équipe                    | Ligue          | PJ                | B                 | A                 | Pts               | Pun               | PJ               | B | A                    | Pts                  | Pun                  |                      |                      |
| 2014-2015 | Rousskie Vitiazi          | MHL            | 11                | 1                 | 4                 | 5                 | 4                 | 1                | 0 | 0                    | 0                    | 0                    |                      |                      |
| 2015-2016 | Équipe Russie U18         | MHL            | 28                | 12                | 14                | 26                | 10                | 3                | 0 | 1                    | 1                    | 0                    |                      |                      |
| 2016-2017 | HK Vitiaz                 | KHL            | 15                | 0                 | 0                 | 0                 | 6                 | -                | - | -                    | -                    | -                    |                      |                      |
| 2016-2017 | Rousskie Vitiazi          | MHL            | 15                | 7                 | 8                 | 15                | 16                | -                | - | -                    | -                    | -                    |                      |                      |
| 2016-2017 | Saguenéens de Chicoutimi  | LHJMQ          | 16                | 9                 | 13                | 22                | 4                 | -                | - | -                    | -                    | -                    |                      |                      |
| 2017-2018 | Saguenéens de Chicoutimi  | LHJMQ          | 11                | 3                 | 8                 | 11                | 0                 | -                | - | -                    | -                    | -                    |                      |                      |
| 2017-2018 | Titan d'Acadie-Bathurst   | LHJMQ          | 38                | 12                | 20                | 32                | 11                | 19               | 5 | 5                    | 10                   | 11                   |                      |                      |
| 2018      | Titan d'Acadie-Bathurst   | Coupe Memorial | -                 | -                 | -                 | -                 | -                 | 4                | 0 | 2                    | 2                    | 0                    |                      |                      |
| 2018-2019 | Phantoms de Lehigh Valley | LAH            | 14                | 6                 | 4                 | 10                | 0                 | -                | - | -                    | -                    | -                    |                      |                      |
| 2019-2020 | Phantoms de Lehigh Valley | LAH            | 42                | 2                 | 11                | 13                | 20                | -                | - | -                    | -                    | -                    |                      |                      |
| 2019-2020 | Flyers de Philadelphie    | LNH            | 4                 | 0                 | 0                 | 0                 | 0                 | -                | - | -                    | -                    | -                    |                      |                      |
| 2020-2021 | HK Sotchi                 | KHL            | 46                | 3                 | 8                 | 11                | 8                 | -                | - | -                    | -                    | -                    |                      |                      |
| 2021-2022 | Phantoms de Lehigh Valley | LAH            | 37                | 2                 | 4                 | 6                 | 0                 | -                | - | -                    | -                    | -                    |                      |                      |
| 2021-2022 | Checkers de Charlotte     | LAH            | 5                 | 1                 | 0                 | 1                 | 0                 | 1                | 0 | 0                    | 0                    | 0                    |                      |                      |
| 2022-2023 | HK Spartak Moscou         | KHL            | 18                | 2                 | 1                 | 3                 | 6                 | -                | - | -                    | -                    | -                    |                      |                      |
| 2022-2023 | Khimik Voskressensk       | VHL            | 23                | 5                 | 5                 | 10                | 2                 | 10               | 3 | 0                    | 3                    | 4                    |                      |                      |
| 2023-2024 | HK Spartak Moscou         | KHL            | 51                | 4                 | 6                 | 10                | 4                 | 11               | 3 | 2                    | 5                    | 0                    |                      |                      |
| 2023-2024 | Khimik Voskressensk       | VHL            | 1                 | 1                 | 0                 | 1                 | 2                 | -                | - | -                    | -                    | -                    |                      |                      |
| 2024-2025 | HK Spartak Moscou         | KHL            | Saison en cours ? | Saison en cours ? | Saison en cours ? | Saison en cours ? | Saison en cours ? |                  |   |                      |                      |                      |                      |                      |

### En équipe nationale
| Année | Compétition                          |   | PJ | B | A | Pts | Pun                |  | Résultat |
| 2014  | Défi mondial -17 ans                 | 6 | 1  | 4 | 5 | 4   | Médaille d'or      |  |          |
| 2015  | Championnat du monde moins de 18 ans | 5 | 1  | 1 | 2 | 2   | 5e place           |  |          |
| 2015  | Ivan Hlinka -18 ans                  | 5 | 1  | 3 | 4 | 16  | Médaille de bronze |  |          |
| 2017  | Championnat du monde junior          | 5 | 0  | 0 | 0 | 0   | Médaille de bronze |  |          |
| 2018  | Championnat du monde junior          | 5 | 1  | 3 | 4 | 2   | 5e place           |  |          |